# Lac du Caribou (Shawinigan)
Pour les articles homonymes, voir Lac du Caribou.
Le Lac du Caribou est situé dans la ville de Shawinigan, dans la partie ouest du Parc national de la Mauricie, en Mauricie, au Québec, au Canada. Le secteur du lac du Caribou a une vocation récréotouristique et de conservation de la nature, conformément à la mission du parc national de la Mauricie.

## Géographie
Le lac du Caribou est situé près de la limite ouest du Parc national de la Mauricie. À partir de l'entrée de Saint-Mathieu du Parc, la route du panoramique du parc passe près de la baie de la rive est du lac Caribou.
Le lac du Caribou est entouré de plusieurs sommets de montagne de plus de 400 m. d'altitude. Par la baie Cobb, située au nord-ouest du lac, le lac du Caribou reçoit les eaux du lac Maréchal.
Le lac du Caribou comporte plusieurs baies dont la baie Cobb et la baie des Onze Îles. Son embouchure est située au sud du lac. Sa décharge coule vers le sud, en traversant une série de petits lacs dont le lac Marchand. Les eaux rejoignent la partie sud du lac Wapizagonke lequel se déverse dans la rivière Shawinigan.

## Toponymie
Selon la Commission de toponymie du Québec, le terme "Caribou" figure dès 1609 dans l'Histoire de la Nouvelle-France de Marc Lescarbot. Ce terme a été emprunté de kalibu, xalibu, ou galipu, mot algonquien - sans doute micmac - signifiant trépigneur, égratigneur, bref renne du Canada. Le toponyme « lac du Caribou » figure dans un volume de 1925. Jadis, les amérindiens et les habitants d'ascendance européenne utilisaient souvent les noms d'animaux pour désigner des lieux. Ces désignations de lieu étaient transmises de bouche à oreille, faute d'un système d'écriture reconnu. Les toponymes pouvaient changer (ou évoluer dans la phonétique) avant d'être colligés, pour être généralement reconnu de façon durable. Le caribou est un grand cervidé qui fréquentait jadis le territoire de la Moyenne-Mauricie jusqu'au XIXe siècle. Le caribou contribua à l'alimentation des habitants et sa fourrure était utilisée comme vêtement ou accessoires. Aujourd'hui, ce cervidé habite généralement les régions plus nordiques.
Les os du caribou ou d'ours pouvaient servir à fabriquer notamment des aiguilles ou autres objets pointus. À l'arrivée des Européens en Nouvelle-France, leurs produits et leur façon de faire a réduit significativement l'importance économique du caribou sur les plans alimentaire, vestimentaire et fabrication d'accessoires. Le terme "Caribou" est fréquent dans les toponymes québécois, notamment pour désigner des lacs, des rivières, des îles, des baies. À l'exemple du castor, le caribou s'affiche comme un symbole canadien. Le caribou est représenté sur les pièces de monnaie canadienne courante de 25 cents par la Monnaie royale canadienne. Plusieurs autres pièces de monnaie canadiennes représentant le caribou ont été produites en série spéciale.
Le toponyme « lac du Caribou » a été inscrit le 5 décembre 1968 à la Banque des noms de lieux de la Commission de toponymie du Québec.